# Dawn of the Black Hearts
Dawn of the Black Hearts è la registrazione di un concerto tenuto dai Mayhem a Sarpsborg nel 1990 e a Ski in Norvegia nel 1986. Per la sua importanza e il contesto storico, Dawn of the Black Hearts è l'unico bootleg elencato sul sito web Encyclopaedia Metallum.
Questo bootleg è diventato famoso tra gli ascoltatori del black metal per la macabra copertina che raffigura il corpo di Dead (ex cantante del gruppo Mayhem) con il cranio fracassato da un colpo di fucile che egli stesso sparò. Euronymous (chitarrista dei Mayhem), tornato a casa, trovò il corpo senza vita: resosi conto dell'accaduto decise subito di fare delle foto al cadavere per un uso personale non ben precisato e per una futura possibile copertina di un loro CD. In seguito dopo la morte dello stesso Euronymous la polizia trovò a casa sua le foto e le confiscò tutte; una tuttavia riuscì a circolare e da quel momento nacque Dawn of the Black Hearts.

## Il disco
L'album è stato originariamente realizzato in vinile dalla Warmaster Records nel 1995. Mauricio "Bull Metal" Montoya, proprietario della Warmaster Records in Colombia nonché leader della band death metal Masacre (morto nel 2002, anch'egli suicida, ironicamente in circostanze simili a quelle di Dead), intratteneva un rapporto di amicizia-corrispondenza con Euronymous. Le circostanze per cui Montoya sia venuto in possesso di tale foto sono da ricercare nelle voci secondo le quali Aarseth spedì, sotto forma di fotocopie, le foto scattate al corpo senza vita dell'amico. Altre voci sembrano confermare l'esistenza di ben altre 5 foto.
All'interno del libretto del disco compare un divieto messo sopra una piccola foto di Varg Vikernes e la scritta "Kill Burzum now" e un lungo testo scritto da Euronymous:
Dead killed himself because he lived only for the true old black metal scene and lifestyle. It means black clothes, spikes, crosses and so on, you know, bands like old Hellhammer, Bathory and so on...but today there are children in jogging swit and skateboards and hardcore moral ideals, they try to look as normal as possible. This has nothing to do with black, this stupid people must fear black metal! But instead they love shitty bands like Deicide, Benediction, Napalm Death, Sepultura and all that shit!! We must take this scene to waht it was the past! Dead died for this cause and now I have declared war!! I'am angry, but the same time I have to admit that it, was interestingto be able to examine a human brain in rigor mortis.
Death to false black metal or death metal!! Also so the trendy hardcore people...aarrghh!!

Euronymous...april 1991, two weeks after Dead's suicide»
Dead si è suicidato perché ha vissuto solo per la vera scena e lo stile di vita del vecchio black metal. Significa vestiti neri, spuntoni, croci e così via, sai, gruppi come i vecchi Hellhammer, Bathory e così via... ma oggi sono bambini in jogging e skateboard e ideali per la moralità hardcore, cercano di sembrare il più normale possibile. Questo non ha nulla a che fare con il black, questa gente stupida deve temere il black metal! Ma invece amano le band di merda come Deicide, Benediction, Napalm Death, Sepultura e tutta quella merda!! Dobbiamo prendere questa scena per tornare al passato! Dead è morto per questa causa e ora noi abbiamo dichiarato guerra!! Sono arrabbiato, ma allo stesso tempo devo ammettere che è stato interessante esaminare un cervello umano in rigor mortis.
Morte al falso black metal e al death metal!! Anche le persone hardcore alla moda ... aarrghh!!

Euronymous ... Aprile 1991, due settimane dopo il suicidio di Dead»

## Copertina
La famigerata copertina dell'album è costituita da una fotografia del cadavere del cantante dei Mayhem, Dead (Per Yngve Ohlin), dopo il suo suicidio nell'aprile 1991. La foto venne scattata dal chitarrista della band, Euronymous (Øystein Aarseth), quando scoprì il corpo. Dead si era tagliato le vene e la gola dopo aver lasciato un foglietto con il testo di una canzone intitolata Life Eternal, insieme a una nota d'addio. Poi aveva preso il fucile di Euronymous e si era sparato in testa. 
Euronymous raccolse alcuni frammenti del cranio di Dead e ne fece delle collane per donarle ad alcuni membri della scena black metal locale, incluso il batterista dei Mayhem Hellhammer. Disgustato dalle azioni di Euronymous, il bassista Necrobutcher lasciò la band e venne rimpiazzato da Varg Vikernes, che due anni dopo avrebbe ucciso Euronymous a coltellate.

## Il concerto del 1986: Ski, Norvegia
Del CD esistono varie versioni e la più completa contiene un live in Sarpsborg (Norvegia, 1990), un live in Ski (Norvegia, 1986) e il demo Pure Fucking Armageddon. La maggior parte delle fonti (peraltro inesatte data la natura pirata di queste registrazioni) indicano come Lillehammer il luogo della registrazione dell'86, accreditando inoltre Maniac alla voce, invece che Messiah.

## Tracce

### Edizione originale Warmaster Records ANTI GRISHNACKH 001 vinile 12"
1. Deathcrush – 3:36 (testo: Maniac, Euronymous, Necrobutcher, Manheim, Messiah)
2. Necrolust – 4:19 (testo: Maniac, Euronymous, Necrobutcher, Manheim, Messiah)
3. Funeral Fog – 6:38 (testo: Dead)
4. Freezing Moon – 6:06 (testo: Dead)
5. Carnage – 4:18 (testo: Maniac, Euronymous, Necrobutcher, Manheim, Messiah)
6. Buried by Time and Dust – 5:46 (testo: Maniac, Euronymous, Necrobutcher, Manheim, Messiah)
7. Chainsaw Gutsfuck – 3:59 (testo: Maniac, Euronymous, Necrobutcher, Manheim, Messiah)

### Tracce bonus nelle ristampe successive
1. Pure Fucking Armageddon – 3:15 (testo: Maniac, Euronymous, Necrobutcher, Manheim, Messiah)
2. Danse Macabre (Cover dei Celtic Frost) – 1:10 (testo: Warrior, Ain)
3. Black Metal (Cover dei Venom) – 3:00 (testo: Bray, Dunn, Lant)
4. Procreation of the Wicked (Cover dei Celtic Frost) – 2:40 (testo: Warrior, Ain)
5. Welcome to Hell (Cover dei Venom) – 3:46 (testo: Bray, Dunn, Lant)

- Alcune delle ristampe con brani bonus combinano Danse Macabre e Black Metal in un'unica traccia.
- Alcune versioni contenenti la canzone bonus Danse Macabre come Dance Macabre.

## Formazione
Tracce 1-8
- Dead - voce
- Euronymous - chitarra
- Necrobutcher - basso
- Hellhammer - batteria

Tracce 9-12
- Messiah - voce
- Euronymous - chitarra
- Necrobutcher - basso
- Manheim- batteria